# إدي ميلر
إدي ميلر (بالإنجليزية: Eddie Miller)‏ (18 يونيو 1931 في الولايات المتحدة - 9 أبريل 2014 في الولايات المتحدة) هو لاعب كرة سلة أمريكي في مركز الوسط. لعب مع أتلانتا هوكس.

## وصلات خارجية
- إدي ميلر على موقع إن بي أي (الإنجليزية)
- إدي ميلر على موقع سبورتس رفرنس (الإنجليزية)
- إدي ميلر على موقع كلية كرة السلة في سبورتس رفرنس.كوم (الإنجليزية)
- إدي ميلر على موقع ريلجم (الإنجليزية)